# Уайт, Генри Керк
Генри Керк Уайт (англ. Henry Kirke White; 1785—1806) — английский поэт, представитель так называемой «кладбищенской поэзии».

## Биография
Генри Керк Уайт родился 21 марта 1785 года в английском городе Ноттингем, графство Ноттингемшир, в семье мясника. Отец надеялся что, он продолжит его дело, но мальчик с детства тяготел к литературе. 
Первый сборник стихов Уайта появился в 1803 году. Одно из самых удачных сочинений в нём, озаглавленное «Clifton Grove», было написано в духе Оливера Гольдсмита. Несмотря на 17-летний возраст автора, критика сурово отнеслась к нему, и только поэт-романтик и представитель «озёрной школы» Роберт Саути обратил внимание на молодого поэта, сблизился с ним и до самой смерти Уайта помогал ему словом и делом, выхлопотал для него право поступить в Кембриджский университет и предоставлял ему работу. 
После смерти Уайта Соути издал сборник оставшихся после него стихотворений, озаглавленный «The Remains of H. K. White published with a life by R. Southey», 2 vol. В критическом очерке, предпосланном изданию, Соути ставит поэта наряду с Томасом Чаттертоном. 
Генри Керк Уайт, несмотря на раннюю смерть и небольшое количество написанных им стихотворений, был очень популярен на своей родине. Сборники его выдержали много изданий. Байрон говорил о нём с умилением (в «English bards and Scotch reviewers»), многие критики признают большие поэтические достоинства молодого поэта. Причина популярности Уайта среди читающей публики объясняется тем, что он певец чувств, понятных всякому, что его поэзия нежна, чиста и красива, а сама его короткая жизнь представляет собой изумительный пример любви к знанию и искусству, которым он оставался верен среди беспрестанной, тяжёлой борьбы за существование.
Среди его лучших стихотворений можно назвать: «To an early Primrose», «Star of Betlehem», «The Church-yard», «Ode to Disappointment», «I am pleased and yet I’m sad».
Генри Керк Уайт умер 19 октября 1806 года. Многие библиографы, в частности, З. А. Венгерова,  называют главной причиной его ранней смерти непосильный труд.